# Strumigenys londianensis
Strumigenys londianensis (лат.) — вид мелких земляных муравьёв из подсемейства Myrmicinae. Африка: Кения и Уганда.

## Описание
Мелкие муравьи (около 2 мм) с сердцевидной головой, расширенной кзади. Левая мандибула с 1 предвершинным зубцом. Передний край скапуса усиков с несколькими волосками, изогнутыми к его основанию. Плечевые углы переднеспинки с крупными выступающими волосками. Преокулярная выемка развита: вентролатеральный край головы вдавлен в передней части перед глазами так, что передняя часть глаз отделена от боков головы. Основная окраска желтовато-коричневая. Мандибулы длинные, узкие (с несколькими зубцами). Стебелёк между грудкой и брюшком состоит из двух члеников: петиолюса и постпетиолюса (последний четко отделен от брюшка), жало развито, куколки голые (без кокона). Специализированные охотники на коллембол. Включался в состав рода Proscopomyrmex, с 1948 года в составе Strumigenys (Arnold, 1948: 227).